# Scleropogon duncani
Scleropogon duncani là một loài ruồi trong họ Asilidae. Scleropogon duncani được Bromley miêu tả năm 1937. Loài này phân bố ở vùng Tân Bắc giới.